# Енгелберт III фон Марк
Енгелберт III (на немски: Engelbert III von der Mark, * ок. 1330, † 21 декември 1391) e граф на Марк от 1347 до 1391 г.
Той е най-възрастният син и наследник на граф Адолф II фон Марк († 1347) и втората му съпруга Маргарета фон Клеве († сл. 1348), наследничка на графство Клеве, дъщеря на граф Дитрих VII/IX фон Клеве († 1347).
През 1354 г. Енгелберт се жени за Рихарда фон Юлих (1314 – 1360), дъщеря на херцог Вилхелм I от Холандия и Йоханна от Валоа, която е сестра на френския крал Филип VI. Тя умира през 1360 г. С нея той има дъщеря:
- Маргарета фон дер Марк († 1410), омъжена през 1375 г. за Филип фон Фалкенщайн и Мюнценбург († 1407)[1]

По-късно той се жени за Елизабет фон Спонхайм-Кройцнах и Вианден († 1417), дъщеря и наследничка на граф Симон III.
През 1366 г. Енгелберт е кьолнски маршал на Вестфалия на служба при чичо му архиепископ Енгелберт III.
Енгелберт умира през 1391 година от чума в замъка Ветер и е погребан в манастирската църква във Фрьонденберг.
Енгелберт няма синове. Затова неговият брат Адолф III (1334 – 1394), архиепископ на Кьолн, става негов наследник като граф на Марк. Вдовицата му Елизабет се омъжва през 1392 г. за Рупрехт Пипан, наследствен принц на Пфалц (1375 – 1397), син на курфюрст Рупрехт.